# Олівейра (мікрорегіон)

Олівейра на карті штату Мінас-Жерайс

Олівейра (порт. Microrregião de Oliveira) — мікрорегіон у Бразилії, входить у штат Мінас-Жерайс. Складова частина мезорегіону Захід штату Мінас-Жерайс. Населення становить 126 986 осіб на 2006 рік. Займає площу 4036,524 км². Густота населення — 31,5 ос./км².

## Склад мікрорегіону
До складу мікрорегіону включені наступні муніципалітети:
1. Бон-Сусесу
2. Карму-да-Мата
3. Кармополіс-ді-Мінас
4. Ібітуруна
5. Олівейра
6. Паса-Темпу
7. Пірасема
8. Санту-Антоніу-ду-Ампару
9. Сан-Франсіску-ді-Паула

| Бразилія | Це незавершена стаття з географії Бразилії. Ви можете допомогти проєкту, виправивши або дописавши її. |